# Faciès métamorphique
«  Climat métamorphique » redirige ici. Pour les autres significations, voir Climat (homonymie).

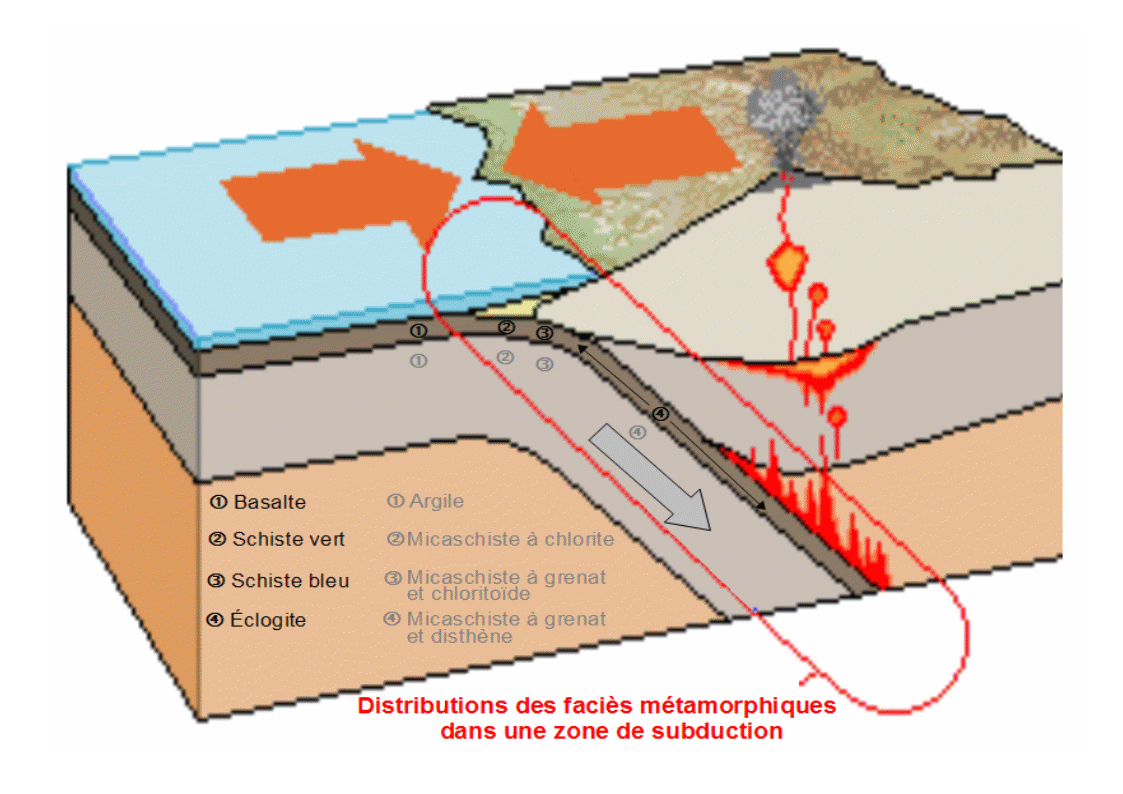
Faciès métamorphiques le long d'une zone de subduction.

Diagramme des champs des différents faciès métamorphiques en fonction des conditions de température et de pression.

Un faciès métamorphique désigne une catégorie de roches métamorphiques dont la détermination est basée sur l'assemblage minéralogique de la roche. Aux différents faciès est associé un champ d'intervalle de conditions de température et de pression donné, caractérisant un degré de métamorphisme (ou climat métamorphique). Bien que les noms des faciès soient basés sur le nom des roches métamorphiques de la séquence magmatique basique, ils n'indiquent pas les noms des roches pouvant être présentes. Les faciès métamorphiques sont l'une des classifications utilisées par les scientifiques pour organiser les roches métamorphiques.
De manière plus concise, un faciès métamorphique regroupe toutes les paragenèses dans un même domaine (P,T) de stabilité.

## Historique

### Caractérisation de zonations métamorphiques
Au cours du XIXe siècle, les géologues caractérisent des zonations de texture dans les roches métamorphiques attenantes à des intrusions granitiques. Combinant ses propres études de terrains et celles de ses prédécesseurs, le géologue allemand Harry Rosenbusch décrit dans plusieurs publications, vers 1875, la présence de zones de texture homogène de roches métamorphiques autour des plutons de granites, avec un gradient de zonation proportionnel à la distance avec l'intrusion. Il y distingue alors trois zones : une zone à « cornéennes » (le plus haut degré de métamorphisme), une zone schistosée et une zone à phyllites (le plus faible degré de métamorphisme). Il remarque également que les roches constitutives de ces zones ne sont constituées que de quelques minéraux, comme le quartz, la staurotide, les micas, l'andalousite… Par ailleurs, il dénote la présence systématique du quartz, tandis que les feldspaths ont tendance à être absents, dans toutes les zones ; il en conclut que les éléments calcareux des roches sont évacués pour être remplacés par la silice.

### Utilisation des paramètres physico-chimiques: introduction du concept de faciès métamorphique
Au début du XXe siècle, le géologue finlandais Pentti Eskola entreprend de consacrer son champ de recherche aux roches métamorphiques et à leurs processus de formation, encore très mal connus à l'époque. En plus du travail de terrain, il applique les règles des phases de Gibbs utilisées par les chimistes pour étudier les réactions se produisant entre des solutions. Après sa thèse, il publie en 1915 une étude sur les roches métamorphiques de la région d'Orijärvi (sud-ouest de la Finlande) dans laquelle il montre des similitudes des associations minérales dans des amphiboles, dont les conditions de température et de pression de formation sont similaires. Il introduit ainsi le concept de « faciès métamorphique » où un faciès spécifique correspond à des conditions de température et de pression de formation similaires pour différentes roches. Par ailleurs, il démontre que des roches de même composition chimique situées dans un faciès métamorphique donné ont le même assemblage minéralogique,.

## Les différents faciès métamorphiques

### Faciès du gradient de haute pression

#### Faciès à prehnite – pumpellyite
Le faciès à prehnite – pumpellyite se caractérise par la présence de ces deux minéraux dans la roche, auxquels sont souvent associés la chlorite (minéral) et la calcite. Il correspond à des conditions de température de 100 à 300 °C et de pression de 4 à 7 kbar.

#### Faciès des schistes bleus
Le faciès des schistes bleus, également appelé faciès à schistes à glaucophane, est uniquement observé dans les roches métamorphiques dont le protolithe était une roche magmatique basique. Il est typique des zones de subduction et est marqué par la présence de minéraux de haute pression et de basse température. Les minéraux typiques de ce faciès sont le glaucophane, la lawsonite, plus rarement l'aragonite.

#### Faciès des éclogites
Le faciès des éclogites est un faciès du gradient de haute pression et de basse température. Il est caractérisé par une déshydratation progressive des roches car les minéraux néoformés sont de plus en plus pauvres en eau (durant la subduction, on observe la séquence suivante : schistes verts ⇒ schistes bleus ⇒ éclogites).

### Faciès du gradient de moyenne pression

#### Faciès à zéolites
C'est un faciès qui correspond à des conditions de basse température et de basse pression.
Le gradient géothermique est moyen.

#### Faciès des schistes verts
Ce faciès correspond à l'épizone (basse température), il est caractérisé par la présence de chlorite et d'épidote, des minéraux verdâtres d'où la couleur verte de ces schistes. On peut aussi trouver de l'albite et parfois de l'actinote.

#### Faciès des amphibolites
Ce faciès correspond à la mésozone (moyenne température). Le passage du faciès des schistes verts au faciès des amphibolites se traduit par la chute dans l'abondance de l'actinote, chlorite, épidote et albite et une augmentation des proportions modales de la hornblende (amphibole), du grenat et de plagioclase calcique (riche en anorthite).

#### Faciès des granulites
Ce faciès se caractérise par la présence de clinopyroxène, orthopyroxène et plagioclase. Ce faciès est anhydre.